# Chiesa di San Martino (Erice)
La chiesa di San Martino è un luogo di culto ubicato sulla piazza omonima di Erice.

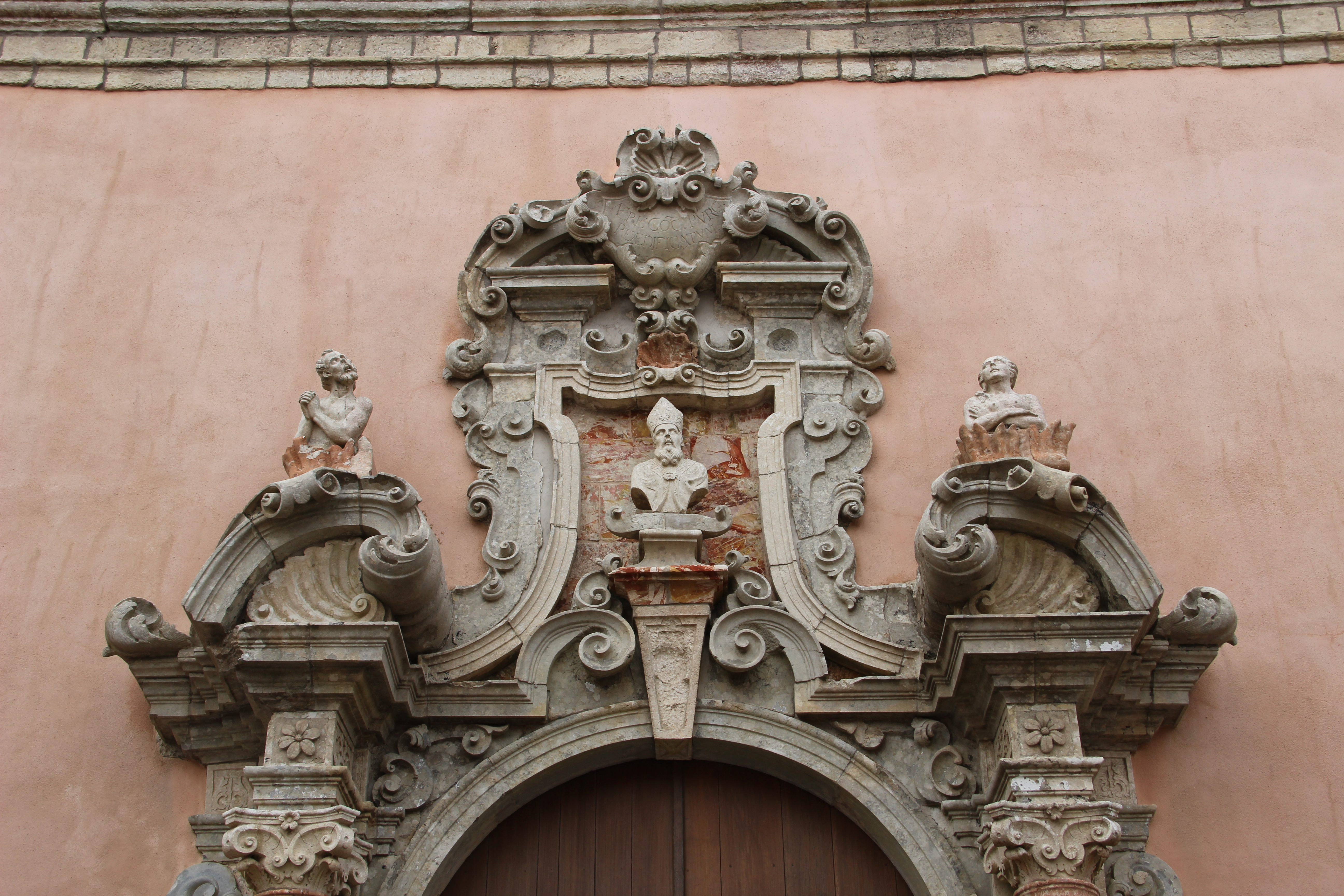
Visione panoramica della cittadella.

## Storia

### Epoca normanno - aragonese
Il tempio secondo la tradizione orale fu fondato dal conte Ruggero durante la riconquista normanna. Solo al 1339 risale il primo documento che ne attesta l'esistenza. 

### Epoca spagnola
Nel 1593, la Congregazione del Purgatorio fondata dal missionario cappuccino fra' Vincenzo d'Alcamo e quella detta del «Suffragio» fondata da un altro missionario dello stesso ordine, si fusero costituendo un'unica congregazione che fu insediata nella chiesa. 
Tutte le famiglie ericine erano anticamente ripartite in tre gruppi, verosimilmente in base alla giurisdizione parrocchiale per quartiere, facevano capo rispettivamente alla Confraternita di San Giovanni Battista, alla Confraternita di San Martino e alla Confraternita di Sant'Orsola.
Ciascuna confraternita censiva le famiglie di appartenenza, alla morte di ogni componente provvedeva al pietoso compito della sepoltura. La confraternita era governata da un Cappellano e quattro Rettori che collaboravano con lui. 
Nei capitoli nominati presso questo tempio erano stabilite alcune regole fondamentali: la chiesa doveva portare sempre il titolo di San Martino, il suo Cappellano era capo e primo Rettore ma, senza alcun dominio sui preti celebranti le messe e gli Offici Divini, che sopra la porta della chiesa dovevano stare congiuntamente gli emblemi dei sodalizi fondatori («San Martino» e del «Purgatorio»), dentro la chiesa come fuori si potevano rappresentare le Anime Purganti e fiamme in pittura o in rilievo, come stabilivano gli Officiali della Congregazione.
Nel 1692 la primitiva chiesa, gotica e di piccole dimensioni, fu demolita e, con l'eredità di Pietro Salerno e di altre eredità aggregate a San Martino, fu ricostruita su pianta rettangolare a croce latina, tre navate ripartite da colonne. Della vecchia costruzione fu mantenuto solo il portale del prospetto principale.
La nuova chiesa fu consacrata nel 1698.

### Epoca borbonica
Nel 1702 fu eretto il campanile. Nel biennio 1801 - 1802 fu arricchita con stucchi di Pietro dell'Orto e abbellita con dipinti e affreschi di Antonino Manno, verosimilmente coadiuvato dal fratello Vincenzo Manno.
Nel 1858 furono apportate ulteriori variazioni con l'inserimento di ulteriori stucchi e affreschi nelle volte e alle pareti con l'aggiunta di tele, lampadari e arredi, mentre gli altari furono rivestiti con marmo libeccio, gli ambienti delimitati da balaustre e cancelli in metallo.
Unico elemento decorativo sulla semplice facciata sulla quale si erge la piccola torre dell'orologio è il monumentale ingresso con portale barocco, ricco di cornici e forti aggetti, capaci di creare evidenti contrasti di chiaro e scuro.
Fra il XVII e il XIX secolo la chiesa ha subito vari interventi conservativi.

## Esterno
La facciata principale si presenta con un primo ordine con portale centrale collocato su parete intonacata delimitata da poderosi cantonali in pietra viva. Il secondo ordine rastremato è caratterizzato da paraste binate che delimitano tre finestre tamponate, il tutto compreso fra vasotti fiammati. Il terzo ordine contempla una torretta con quadrante d'orologio e castello campanario in ferro battuto. Ai lati coppie di vasotti fiammati posti in ordine decrescente. 
Portale costituito da colonne ionico con capitelli corinzi collocate su alti plinti, il fusto inferiore presenta una decorazione tortile e ghirlande fitomorfi con sviluppo elicoidale. Esternamente decorazioni con volute a ricciolo riproducenti foglie d'acanto e vasotti fiammati. Le colonne sostengono un timpano definito da dadi e cornici aggettanti sormontati da volute a ricciolo e semiconchiglie incluse, chiudono due sculture raffigurante le Anime Purganti. Monumentale cornice intermedia, chiave di volta sormontata da mensola e busto marmoreo sovrastato da iscrizione: "ÆRE COG. PVRG. RÆDIFICATVM".
Controfacciata:
- Destro: nicchietta con busto e adiacente scala a chiocciola.
- Sinistro: nicchia con statua raffigurante San Vincenzo Ferreri.

Nel prospetto laterale della chiesa si trova una delle edicole votive più antiche della città.
Nella controfacciata, sulla porta maggiore è realizzata la cantoria che ospita l'organo.

## Interno
Edificio a pianta basilicale a tre navate ripartito da colonne. Pavimentazione impreziosita da lastre tombali marmoree risalenti al XVII e XVIII secolo, e da mattonelle maiolicate che riproducono un originario disegno del 1700. Lungo la volta della navata centrale sono realizzati quattro quadroni e otto ottagoni nelle vele con raffigurati personaggi biblici. Altre figure sono presenti nei pennacchi delle arcate laterali. La cupola presenta internamente una delicata decorazione in stucco e un'iscrizione.

### Navata destra
- Prima campata: Cappella della Signora della Provvidenza. Sulla sopraelevazione dell'altare è collocato il dipinto raffigurante la Signora della Provvidenza ritratta con San Pietro Apostolo e San Giovanni Evangelista, tela ad olio, opera di Vincenzo Manno.[5]
- Seconda campata: Cappella di Santa Cecilia. Sulla sopraelevazione dell'altare è collocato il dipinto raffigurante Santa Cecilia ritratta con gli Angeli e Santi, grande tela dell'ericino Pietro d'Andrea.
- Terza campata: varco laterale destro, accesso al chiostro ed oratorio.
- Quarta campata: Cappella di San Francesco d'Assisi. Sulla sopraelevazione dell'altare è collocato il dipinto raffigurante San Francesco d'Assisi, tela ad olio, di Vincenzo Manno.[5]

### Navata sinistra
- Prima campata: Cappella dei quattro Santi Martiri Incoronati. Sulla sopraelevazione dell'altare è collocato il dipinto raffigurante i Quattro Santi Martiri Incoronati, tela ad olio dipinta dal celebre Pietro d'Andrea detto Poma.
- Seconda campata: Cappella del Trapasso di Nostra Signora. Sulla sopraelevazione dell'altare è collocato il dipinto raffigurante il Trapasso di Nostra Signora, tela ad olio, opera di Vincenzo Manno.[5]
- Terza campata: Nell'ambiente è collocata la statua equestre raffigurante San Martino a cavallo e il povero, opera lignea di Giammatteo Curatolo del 1605.[1]
- Quarta campata: Cappella di Nostra Signora della Consolazione. Sotto l'arcata è collocato il pulpito ligneo.[1] Sulla sopraelevazione dell'altare è collocato il dipinto raffigurante Nostra Signora della Consolazione, tela ad olio, opera di Vincenzo Manno.[5]

### Transetto
- Absidiola destra: Cappella di San Martino. Sulla sopraelevazione la magnifica tela a olio dipinta dai fratelli Francesco e Giuseppe Vaccaro di Caltagirone[7] che sostituì l'antica statua di stucco lavorata da Orazio Ferraro[8] e l'altra più moderna di Pietro dell'Orto.
  - Braccio transetto destro: Cappella della Vergine. Nicchia con statua marmorea. Varchi di passaggio per la sacrestia e antisacrestia.

- Absidiola sinistra: Cappella del Santissimo Crocifisso. Crocifisso, ligneo collocato su dipinto ove ai lati spiccano le Anime Purganti, opera di Carmelo Peranio.
  - Braccio transetto sinistro: Cappella di Maria Santissima della Luce.[9][1] Nella nicchia della sopraelevazione è collocata Maria Santissima della Luce, antica e bella statua in marmo di ignoto scultore recante tre bassorilievi nel piedistallo: nel primo è raffigurato San Girolamo in ginocchio nella grotta di Betlem ritratto dinanzi a un crocifisso con un sasso in mano in atto di percuotersi il petto, nel secondo è raffigurato il Transito di San Giuseppe con la Vergine che piange ai piedi del letto e altre due donne che assistono il patriarca, nel terzo è raffigurata la Fuga in Egitto della Sacra Famiglia.

### Presbiterio
L'altare maggiore come le due absidiole laterali presentano le aree delimitate da balaustre marmoree. 
- Sulla sopraelevazione della mensa del cappellone si ammira un grande quadro raffigurante la Discesa di Gesù Cristo nel limbo, tela ad olio, opera di Vincenzo Manno.[7][5] Ai lati gli scranni del coro ligneo del 1761 creato dallo stesso autore del pulpito: Bernardo Castelli.[1] Ai lati si fronteggiano gli episodi biblici Gesù e il miracolo del cieco presso la piscina di Siloe a sinistra, e Abramo e il sacrificio d'Isacco a destra, realizzati nei quadroni sovrastanti gli stalli del coro, altri dipinti sono stati realizzati nel lunettone, nella volta, e nei due medaglioni delle vele.

## Opere
- ?, Sant'Antonio Abate, statua lignea.
- ?, Madonna del Rosario raffigurata con San Domenico, gruppo statuario.
- ?, Dipinto in lavagna raffigurante la Madonna delle Grazie dell'ericino fra' Ludovico Zichichi.
- ?, San Luigi Gonzaga, olio su tela, opera di P. Sarullo.[7]
- ?, Affreschi, brani di pitture medievali raffiguranti la Madonna in trono con apostoli, opere provenienti dalla chiesa rupestre di Santa Maria Maddalena.[1]

## Sacrestia

### Antisacrestia
- Cappella di Maria Santissima di Custonaci. Maria Santissima di Custonaci, tela ad olio, opera di Pietro d'Andrea del 1753. Statua lignea raffigurante San Sebastiano.

## Campanile
Campanile tozzo con oculi e cella campanaria sommitale scoperta in corrispondenza della quarta cappella sinistra.

## Chiostro
Piccolo ambiente di raccordo fra navata, sacrestia, antisacrestia e oratorio con 10 pilastri scalanati.

## Cappella della Congregazione del Purgatorio
Cappella della Congregazione del Purgatorio o Oratorio delle Anime Purganti o Congrega delle Anime Purganti
L'Oratorio aveva un solo altare dove era posta una macchinetta in legno disegnata e intagliata dal sacerdote Vito Amico. La base del pilastro ottagonale era sostenuta negli angoli da quattro angioletti a sostegno delle quattro mensole. La macchinetta era divisa in due ordini: il primo, ionico con foglie corinzie, a destra San Paolo Apostolo e Sant'Alberto Carmelitano, a sinistra San Pietro Apostolo e San Giuliano l'Ospitaliere. Al centro del prospetto un quadro di Nostra Signora di Custonaci, tavola ad olio, nel secondo ordine in centro il Padre Eterno, al lato destro San Francesco d'Assisi, al sinistro San Martino di Tours. Gli ordini della macchinetta erano collocati davanti all'altare maggiore della chiesa e furono trasportati nell'altare maggiore dell'Oratorio a ricostruzione avvenuta.
Santissima Trinità con Anime Purganti attorniate da quattro scene minori e quattro medaglioni in stucco con altrettanti busti di personaggi. Due scene ai lati della macchinetta e altrettanti quadroni sulle pareti oltre gli scranni dei confrati, due scene realizzate all'ingresso.

## Confraternita di San Martino
Il Cappellano, eletto a vita, era la massima autorità, a lui spettava la nomina dei Rettori che duravano in carica un anno. La nomina avveniva per solenne atto pubblico il giorno di San Martino o in un altro giorno scelto dallo stesso Cappellano.
Aumentando le esigenze di culto, il Cappellano e i Rettori non bastavano più alla reggenza di un'Istituzione al servizio di quasi un terzo della cittadinanza, allora i cinque sacerdoti eleggevano due Procuratori amministratori ai quali spettava di curare la manutenzione e il buon funzionamento organizzativo come l'esazione e le proposte di utilizzazione dei legati. In caso di disaccordo o a parità di voti gli otto elettori dovevano passare ai voti segreti, le schede poi venivano consegnate per lo scrutinio al Padre guardiano dei Cappuccini. Il Cappellano aveva dei compiti specifici: coordinare l'attività dei Rettori, e dei promotori, rappresentare l'Istituzione, stabilire i criteri testamentari dei legati nonché di quelli di fondazione di messe perpetue. A lui spettava anche coordinare i momenti di solenne preghiera e di formazione dei fedeli.

## Congregazione del Purgatorio
Nel 1593, la Congregazione del Purgatorio fondata dal missionario cappuccino fra' Vincenzo d'Alcamo e quella detta del «Suffragio» fondata da un altro missionario dello stesso Istituto, si fusero costituendo un'unica Congregazione che fu incorporata al tempio assumendo la denominazione di Confraternita di San Martino.